# 식목도감
식목도감(式目都監)은 도병마사와 마찬가지로 중서문하성과 중추원의 고위관료로 구성되어 있었으며 법제나 격식등 대내문제를 담당하였다. 고려 정치의 귀족적인 특징을 잘 보여주는 대표적인 기구이다. 오늘날의 국회에 해당된다.

## 같이 보기
- 교정도감
- 목사 (관직)
- 국자감
- 정사암
- 집강소